# High School DxD
High School DxD (ハイスクールD×D, Haisukūru Dī Dī) est une série japonaise de light novels écrite par Ichiei Ishibumi et illustrée par Miyama-Zero. Elle est publiée entre septembre 2008 et juin 2018 par Fujimi Shobō et compte vingt-cinq tomes. Une nouvelle série intitulée Shin High School DxD est en cours de publication.
Une adaptation en manga par Hiroichi est publiée depuis 2011 dans le magazine Monthly Dragon Age et a été compilée en huit volumes reliés en août 2015. La version française est publiée par Panini Manga. Une adaptation en anime produite par TNK a été diffusée entre janvier et mars 2012, suivie par une deuxième saison entre juillet et septembre 2013 et une troisième saison entre avril et juin 2015. Une quatrième saison produite par le studio Passione est diffusée entre avril et juillet 2018.
L'anime est très populaire, en particulier au Japon. Il est noté comme le meilleur ecchi pour son histoire et ses nombreuses scènes d'action, de comique ou de romance.

## Synopsis
Issei Hyoudou est un étudiant de seconde année de lycée, très sensible aux formes féminines. Sa vie bascule lors de son rendez-vous avec Yûma, une charmante jeune fille qui se révèle être un ange déchu. À la fin de la journée, Issei est emmené dans un petit parc et Yûma lui demande s'il veut lui réaliser son souhait. Il s'attend à recevoir un baiser, mais elle lui demande de mourir pour elle en reprenant sa véritable apparence. Le garçon est brutalement attaqué et tué par Yûma. Issei se réveille le lendemain matin, croyant à un rêve. Le lendemain après avoir subi une seconde attaque d'anges déchus, il remarque Rias Gremory, étudiante en troisième année de son lycée, nue dans son lit. Elle révèle son identité de démon à Issei et lui dit qu'elle l'a réincarné en démon pour qu'il vive en tant que serviteur de la famille Gremory.

## Personnages

### Club de recherches occultes
Issei Hyodo (兵藤 一誠, Hyōdō Issei)
Voix japonaise : Yūki Kaji
Il s'agit du personnage principal de la série. Après avoir été sauvagement tué par sa compagne lors de son premier rendez-vous amoureux, il est ressuscité par Rias Gremory en tant que démon de son clan, le faisant devenir un membre du club de recherches occultes. Son rang en tant que pièce d'échec du jeu de Rias Gremory est « Pion » et ses pouvoirs sont ceux d'un démon de bas niveau. Toutefois, son bras contient la Relique Sacrée (Sacred Gear) du gant de l'Empereur Dragon rouge, Ddraig. Au fur et à mesure qu'il apprend à dompter son pouvoir, il gagne en puissance. Il travaille jour et nuit pour l'amour de son maître et pour obtenir le plus haut niveau démoniaque, celui de Rias. Ainsi, il pourra avoir ses propres servantes et se créer son propre harem.
Bien qu'il soit un pervers, par son courage et sa volonté il attire de nombreuses filles autour de lui. Lorsqu'il les sauve du danger auquel elles sont exposées, il éveille en elles des sentiments, sans s'en apercevoir. Dans l'anime, on apprend qu'à cause de la Relique Sacrée qu'il possède en lui, ressusciter Issei a coûté à Rias l'ensemble de ses huit pions.
Dans le light novel, d'autres informations sont apportées sur la Relique Sacrée d'Issei. Elle est en fait une relique oubliée, en forme de gant à son premier niveau. Avec de l'entraînement et de la maîtrise, il est possible de la transformer en véritable armure. Une fois pleinement maîtrisée, il est dit qu'elle peut tuer définitivement un roi démon ou un dieu. Elle a pour pouvoir de doubler la puissance de son utilisateur toutes les dix secondes, sans limite, la seule restriction étant la propre capacité du porteur à manier le pouvoir. Une grande peur de cette relique eest donc présente au sein des anges, des anges déchus et des démons.
Sa Relique Sacrée est appelée Boost Gear. Elle est l'une des 13 Longinus et en son sein réside Ddraig, le Dragon cramoisi. Ddraig est l'un des deux dragons célestes, connu sous le nom de Dragon Gallois, capable de détruire à la fois Dieu et Satan. Il communique par télépathie avec Issei à plusieurs reprises, lui donnant des conseils sur ses combats, et l'appelle « Partenaire ».
À la fin du volume 10 du light novel, Issei ne peut plus retenir ses sentiments envers Rias et lui confesse, l'appelant par son nom pour la première fois. Elle accepte ses sentiments dans des larmes de joie et les deux deviennent officiellement un couple. Dans le volume 11, Issei est promu de son rang de faible démon à un rang moyen et la mère de Rias veut le mariage du couple.
Rias Gremory (リアス・グレモリー, Riasu Guremorī)
Voix japonaise : Yōko Hikasa
Elle est la madone du lycée, la maîtresse et amante d'Issei et une femme que les gens admirent sans retenue. Sa véritable identité est celle de la Princesse Crimson-Haired Ruin (princesse à la chevelure écarlate de la ruine), héritière d'une des plus puissantes dynasties de démons, les Gremory. Officiellement, elle est admise au lycée au sein d'un échange d'étudiants Japon-Scandinavie, mais elle est en réalité présidente du club de recherches occultes, servant de repaire aux démons sous ses ordres. Son rang comme pièce d'échec est « Roi », c'est elle qui dirige les pièces sous ses ordres dont Issei fait partie. Elle est une héroïne quasi-invincible, qui comprend rapidement l'incroyable pouvoir sommeillant en Issei et éprouve en conséquence un grand intérêt pour lui.
Son frère est en fait l'un des Rois Démons, le seigneur Sirzerch. Tous deux possèdent le pouvoir de la destruction, une fantastique capacité permettant la pulvérisation de n'importe quelle cible. Elle ressuscite Issei comme son serviteur après l'avoir trouvé mort, tué par un ange déchu et possédant une Relique Sacrée rare. Elle est fière de son nom de famille, mais elle n'aime pas être vue en tant que Rias « du clan Gremory », ce qui la cantonne à un rôle de marionnette qu'elle déteste jouer. Pour cette raison, elle réside dans le monde des humains où elle est vue simplement comme Rias, et pas comme un démon ou comme la Princesse Crimson Ruin.
Son amour pour Issei s'accroît au fil de l'avancée de l'histoire, à cause du pouvoir du Dragon et de la bravoure chevaleresque du héros. Sa passion nourrie de reconnaissance pour Issei la rend parfois jalouse, voire violente, lorsque d'autres filles tournent autour de lui. Afin de voir ce dernier plus souvent, elle déménage même dans sa maison, et exige de dormir dans son lit, pratiquement toujours nue, prétendant que cela l'aide à s'endormir. À la fin du volume 10 du light novel, Issei confesse son affection pour elle, et l'appelle par son prénom pour la première fois. Constatant que cet amour est réciproque, ils décident de se fiancer, attirant à eux nombre de soucis.
Akeno Himejima (姫島 朱乃, Himejima Akeno)
Voix japonaise : Shizuka Itō
Akeno est la commandante en second du clan Gremory, connue comme la « Prêtresse du Tonnerre ». Elle est la vice-présidente du club de recherches occultes, et son rang est celui de « Dame ». C'est une belle jeune fille, en seconde position de popularité après Rias. Dans son état normal, elle est très douce et discrète, et lâche souvent l'interjection « ah là, ah là ! ». Beaucoup de mystère l'entourent, et Issei aura finalement raison de se méfier instinctivement d'elle : une fois entrée dans un combat, elle devient une combattante redoutable, surpuissante, et sadique.
Elle est née d'une mère humaine et d'un père ange déchu. Lorsqu'elle était enfant, Akeno était proche de sa mère, Himejima Aka, et fut désespérée lors de la mort de cette dernière, blâmant son père, Barakiel, qui était l'un des leaders des anges déchus, pour ne pas avoir été capable de protéger sa mère. Après la mort de celle-ci, elle devînt finalement la servante de Rias. Elle est une amie assez proche de Rias pour l'appeler par son prénom en privé, bien qu'elle l'appelle Présidente en présence des autres et montre une relation maîtresse-servante en public. Elle se refuse d'utiliser le pouvoir de lumière hérité de son père et ne commence à l'utiliser qu'après qu'Issei l'en a convaincue. À la fin du volume 7 du light novel, Akeno admet qu'elle aime son père mais qu'elle le blâme parce que si elle ne blâme personne, elle se perdra mentalement.
Elle tombe amoureuse d'Issei après qu'il a dit qu'il détestait les anges déchus mais qu'il aimait particulièrement Akeno. Il lui dit qu'il n'a jamais négligé d'apprécier son côté gentil et simple, et tout en connaissant son passé, cela ne change pas ses sentiments. Akeno a tendance à le séduire ouvertement par des moyens peu orthodoxes, ce qui énerve toutes les filles qui l'aiment. Akeno a d'ailleurs dit une fois à Issei que cela ne la dérangeait pas si elle était sa troisième « concubine » derrière Rias et Asia. Comme Issei, Akeno est promu de son rang de faible démon à un rang moyen.
Asia Argento (アーシア・アルジェント, Āshia Arujento)
Voix japonaise : Azumi Asakura
Asia est une religieuse catholique qu'Issei rencontre par hasard en ville. Son cœur est d'une pureté sans égale, et elle possède la relique sacrée « Twilight Healing » (soin de demi-jour), qui la rend capable de soigner les blessures des humains, tout comme celles des anges, anges déchus, et démons.
Alors qu'elle était sous les ordres d'une des anges déchus, après une certaine tournure des évènements, elle devînt un démon sous le contrôle de Rias et fut transférée dans la classe d'Issei. Son rang sous les ordres de Rias est celui de « Fou ». Lorsqu'Issei l'a sauvé de l'ange déchu, elle tomba amoureuse de lui, et avec l'intervention de leur leader Rias, déménagea au domicile des Hyodo. Alors qu'une partie d'Issei désirerait bien la prendre avec lui dans sa luxure, ses sentiments actuels pour Asia sont un peu compliqués parce qu'il se voit lui-même comme un protecteur de la placide jeune nonne immaculée qu'est Asia, ce qui le dissuade de lui faire toutes sortes de fantaisie. Elle possède un bébé « Esprit Dragon » comme animal et familier, qu'elle a appelé Rassei d'après le nom d'Issei.
Koneko Tojo (塔城 小猫, Tōjō Koneko)
Voix japonaise : Ayana Taketatsu
Koneko est une petite fille en première année, c'est la mascotte du lycée grâce à sa mignonne apparence de petite fille. Étant la « Tour » de Rias, elle bénéficie d'une force surhumaine et d'une défense à toute épreuve. Dans le jargon de l'animation japonaise, on la considère comme une Tsundere. Elle n'est pas très bavarde, et est celle du groupe qui s'entend le moins bien avec Issei; lorsqu'elle parle c'est pour le plus souvent pour l'insulter, lui faire des reproches ou l'humilier sur sa nature perverse. Cela dit, elle semble être plus à l'aise en présence d'Issei dans la troisième saison, après sa rencontre avec Kuroka, puisqu'il lui arrive de dormir contre lui, dans le train par exemple. Toutefois, la fin de la saison trois montre une Koneko plus détendue, qui propose même quelques services sexuels au héros pour prouver qu'elle n'est pas plus mauvaise qu'une autre. On la voit toujours en train de picorer ou siroter quelque chose (en général du yōkan) lorsqu'elle n'est pas en action. C'est une nekomata (un classe faible de démons-chats).
Dans le light novel, on en sait un peu plus concernant son passé. Originellement, elle allait être exécutée par les démons après que sa sœur, Kuroka, a tué son propre maître. Satan la protégea et la met sous les soins de Rias, devenant sa servante. Elle a refusé d'utiliser le pouvoir du sen-jutsu parce qu'elle ne voulais pas devenir comme sa sœur. Elle surmonta ses pouvoirs avec Akeno après qu'Issei a réussi à surmonter ses propres pouvoirs. Elle ne montre aucune émotion, dit des choses sèches et frappe Issei lorsqu'il fait ou pense à quelque chose de pervers. Elle montre le plus d'inquiétude lorsque ses amis ont des problèmes.
Yuto Kiba (木場 祐斗, Kiba Yūto)
Voix japonaise : Kenji Nojima
Yuto est un gentil chevalier et son rang dans le club de recherches occultes est le « Cavalier ». Il se dit lui-même le meilleur ami d'Issei, mais est très beau, très intelligent, et possède une personnalité modeste et généreuse, c'est pourquoi il fait l'admiration de toutes les étudiantes, ce qui le fait initialement voir comme un ennemi pour Issei. Cependant, à cause d'évènements de son passé, il a une immense haine envers les épées de lumière, ainsi que tout ce qui est associé à ces dernières. Au grand dam d'Issei, le rapprochement amoureux fantasmé entre Yuto et lui est devenu l'un des plus gros sujets de discussion des filles du lycée.
Il fut une victime du « Projet : Épée sacrée » dont il fut le seul survivant. Il est devenu le serviteur de Rias lorsqu'il fut sauvé de la mort, mais il a toujours juré d'avoir sa revanche sur ceux qui l'ont traité comme un sujet d'expérience et éliminés ses amis. Il porte également une grande haine contre l'épée sainte Excalibur. Grâce à Issei, il peut vraiment laisser aller sa rage. Il traite Issei comme son meilleur ami, malgré le fait qu'Issei ne le soit pas. Vers le volume 11 du light novel, Issei, qui est en train de mourir à cause de la malédiction de Samaël, révèle qu'il considère Yuto comme l'un de ses amis les plus importants, et vers la fin du volume 11, il est promu, comme Issei et Akeno, de son rang de faible démon à un rang moyen.
La Relique Sacrée de Yuto est une épée qui possède la capacité d'absorber la lumière. Plus tard, il obtiendra l'« Épée traitresse », qui est une fusion d'une épée démoniaque et d'une épée de lumière, durant le combat contre Freed après qu'il a « fusionné » sa Relique Sacrée avec l'Esprit de ses camarades qui furent les victimes du « Projet : Épée sacrée ».
Gasper Vladi (ギャスパー ヴラディ, Gyasupā Vuradi)
Voix japonaise : Ayane Sakura
C'est un demi-vampire qui a la capacité d'arrêter le temps à ceux qui le voit mais il est incapable de le contrôler. Il est enfermé par Rias comme ordonné par les anciens jusqu'à ce qu'il ait assez grandi pour le contrôler. Il montre toujours un manque de la pleine puissance de son pouvoir, mais qu'il augmente significativement en buvant du sang d'Issei. Il devient très attaché à ce dernier.
Xenovia Quarta (ゼノヴィア クァルタ, Zenovia Kuaruta)
Voix japonaise : Risa Taneda
Toujours vue calme, c'est une autre fille mignonne au cheveux bleus et une mèche verte. Elle ne parle seulement lorsque cela est nécessaire et préfère ne pas s’immiscer dans les problèmes qui ne la concerne pas. Elle travaille avec sa partenaire, Irina. C'est une chevalière et possède l'une des épées de lumière Excalibur (Il y a 7 épées appelées Excalibur). Le nom de son épée est l'« Excalibur de la destruction », qui a la capacité (comme son nom l'indique) de libérer une puissance pure et destructrice qui peut facilement fracasser n'importe quoi qui puisse être en contact avec elle. Après avoir découvert que le Dieu de la Bible était mort il y a longtemps, elle décida de rejoindre le club de recherches occultes en tant que servante de Rias. Elle essaye de séduire Issei à chaque fois qu'elle le peut, non pas parce qu'elle l'aime, mais parce qu'elle désire concevoir avec lui un enfant puissant combinant leurs deux forces.
Irina Shido (紫藤 イリナ, Shidō Irina)
Voix japonaise : Maaya Uchida
Elle a des cheveux brun clair, disposés soit en queue de cheval, soit attachés. Irina est une grande croyante en Dieu et prie toujours avant de combattre ou de tuer. Elle est l'amie d'enfance d'Issei et elle lui rappelle le temps passé ensemble. Elle est toujours attachée à Issei, mais est choquée lorsqu'elle découvre qu'il n'est pas seulement devenu un démon mais aussi un pervers, bien qu'elle continue de l'aimer malgré ses défauts. Elle est une chevalière rapide, tout comme Xenovia, et est également en possession d'une des épées Excalibur. Le nom de son épée est l'« Excalibur mimétique », elle peut avoir différentes formes selon le souhait de l'utilisateur. Après avoir découvert que le Dieu de la Bible était mort depuis longtemps, elle poursuit l'entraînement. Elle deviendra plus tard un ange. Elle n'est pas membre du Club de recherches occultes, mais elle le fréquente pour retrouver ses amis.
Rossweisse (ロスヴァイセ, Rosuvaise)
Voix japonaise : Ai Kakuma
Tout d'abord garde du corps d'Odin, après la bataille contre Loki et Fenrir, Odin la laisse dans la ville d'Issei. Elle est alors convaincue par Rias de devenir sa servante. Elle reste à Kuou Gakuen comme enseignante. Elle se demande toujours si elle aime Issei.
Ravel Phenex (レイヴェル・フェニックス, Reiveru Fenikkusu)
Voix japonaise : Asuka Nishi
Il s'agit de la plus petite sœur de Raiser Phenex et était un ancien membre de son équipe. C'est un « Fou » et déjà révélé son vrai pouvoir. Elle suit l'autorité de son frère car elle n'a vu personne le battre. Tout comme son frère, c'est un démon de type oiseau. Après avoir vu la défaite de son frère contre Issei, elle s'éprend pour lui. Plus tard, elle est transférée dans le lycée et peut ainsi passer plus de temps avec lui. Plus l'histoire avance, plus elle en est complètement amoureuse. Cela ne la dérange pas de devenir sa concubine tant qu'elle peut être avec lui. C'est un Fou « libre » depuis qu'elle a négocié son retour dans l'équipe de sa mère (qui ne participe pas à des Jeux de Classements). Elle déménage chez les Hyodo dans le volume 10 du light novel. ne fait pas partie du Club de recherches occultes

### Ennemis
Reynare (レイナーレ, Reināre)
Voix japonaise : Hitomi Nabatame
C'est une ange déchu. Reynalle se déguise en humaine sous le nom de Yûma Amano, et devient la petite amie d'Issei dans le but de se rapprocher de lui, évaluant ses capacités, et le tuer lorsqu'il est encore humain. La raison principale pour laquelle la Relique Sacrée est en lui est une menace pour les anges déchus. Cependant, une fois ressuscité en tant que démon, Issei la confronte encore, cette fois avec la vie d'Asia Argento en jeu car Reynare se prépare à prendre la puissante Relique Sacrée d'Asia par la force.
Freed Zelzan (フリード・セルゼン, Furīdo Seruzen)
Voix japonaise : Yoshitsugu Matsuoka
C'est un exorciste exilé qui tue seulement pour son propre désir. Il tue les démons et les humains qui ont passé des contrats avec ces derniers, pensant qu'ils sont déjà trop souillés pour avoir le salut. Paradoxalement, il assassine aussi les prêtres. Il est recherché comme criminel par le Vatican. Il ne croit pas en Dieu depuis le début et souhaite uniquement tuer des monstres. Il est un maniaque des batailles et préfère utiliser la violence plutôt que la logique. C'est la personne la plus détestée par les exorcistes et les démons. Il rejoint plus tard la Brigade du Chaos.
Raiser Phenex (ライザー・フェニックス, Raizā Fenikkusu)
Voix japonaise : Takehito Koyasu
Présenté comme le fiancé de Rias (mais ce qui va changer lorsque ses motivations futures seront révélées et dégouteront Rias), Raiser est un démon de haut niveau. Sa famille possède des pouvoirs équivalent à ceux du phénix (qui est également le dérivé du nom de famille), la capacité de Raiser est de pouvoir guérir ses blessures immédiatement, le rendant presque impossible à battre. Il est dit que les larmes de la famille Phenex sont vendues à un prix très élevé à cause de ses grandes capacité de soin, ce qui rend la famille Phenex très riche. En tant que démon de haut niveau, Raiser a son propre groupe complet de 15 servants, composé intégralement de femmes, ce qui la fois fait lever les yeux d'Issei et lui donne envie en même temps, et il ne voit aucun problème en les caressant devant les autres, spécialement devant Rias et Issei. Après avoir été vaincu par Issei, Raiser s'effondre, psychologiquement et physiquement.
Vali Lucifer (ヴァーリ・ルシファー, Vāri rushifā)
Voix japonaise : Ryōta Ōsaka
Descendant de Lucifer. C'est un membre de la Brigade du Chaos et dirige sa propre équipe constituée de descendants des héros légendaires et de la sœur ainée de Koneko, Kuroka (黒歌), un démon nekomata exilé.

### Autres personnages
Sōna Sitri (支取 蒼那, Shitori Sōna)
Voix japonaise : Natsumi Takamori
C'est la Présidente du Conseil des Élèves au Lycée Kouo. Elle est suivante après l'héritier de la famille Sitri, amie d'enfance et rivale de Rias. Son vrai nom de démon est Sona Sitri, alors que Souna Shitori est son nom à Kouo Gekuen. Souna porte des lunettes et est la troisième fille la plus populaire derrière Rias et Akeno. Elle a ramené à la vie Saji pour qu'il soit son « Pion » en utilisant 4 pièces. Son équipe contient uniquement des femmes sauf Saji qui est le seul homme.
Tsubaki Shinra (真羅 椿姫, Shinra Tsubaki)
Voix japonaise : Akiko Kimura
C'est la vice-présidente du Conseil des Élèves et la « Dame » de Souna.
Genshirō Saji (匙 元士郎, Saji Genshirō)
Voix japonaise : Yuichi Iguchi
Il est le secrétaire du Conseil des Élèves et le « Pion » de Souna. Il possède l'une des Relique Sacrée de Vritra. Il est devenu un démon à travers l'utilisation de 4 pièces de la Présidente du Conseil des Élèves, Souna Sitri, qu'il aime. Il voudrait dormir avec elle et la faire tomber enceinte « accidentellement », pour ensuite se marier avec elle.
Il a la Relique Sacrée du Seigneur Dragon Vajra. C'est un rival inférieur d'Issei, jaloux de ses relation avec les femmes du club de recherches occultes, particulièrement avec sa Présidente Rias.
Grayfia Lucifuge (グレイフィア ルキフグス, Gureifia Rukifugusu)
Voix japonaise : Saori Seto
Femme de chambre des Gremory, c'est aussi la reine et femme de Sirzerch. Elle est la mère de Millicas Gremory.
Matsuda (松田)
Voix japonaise : Yasuaki Takumi
Un des meilleurs amis d'Issei et membre du trio des pervers avec Motohama et Issei.
Motohama (元浜)
Voix japonaise : Takurou Nakakuni
Un des meilleurs amis d'Issei et membre du trio des pervers avec Matsuda et Issei. Il est capable de calculer les mensurations d'une femme juste en la regardant.
Aika Kiriyū (桐生 藍華, Kiriyū Aika)
Voix japonaise : Haruka Yamazaki
Une camarade de classe et amie d'Asia, portant des lunettes et aux cheveux bruns. Cynique et moqueuse, elle est capable de calculer la « virilité » d'un homme juste en le regardant.

## Light novel
High School DxD a débuté comme light novel écrit par Ichiei Ishibumi et illustré par Miyama-Zero. Le premier volume a été publié par Fujimi Shobō le 20 septembre 2008, pour un total de vingt-quatre volumes publiés au Japon sur le label Fujimi Fantasia Bunko. Une histoire bonus, appelée Mes premières courses : Édition d'Ophis (はじめてのおつかい・オーフィス編, Hajimete no Otsukai: Ōfisu Hen), est sorti dans le numéro de juillet 2012 du Dragon Age (sorti le 19 mai 2012) en tant que volume relié. L'histoire se déroule après le volume 12 et se concentre sur les premiers pas d'Ophis dans le monde humain. Le cinquième arc de la série met un point d'orgue à cette dernière.
À la suite de la parution du volume 25, Ishibumi annonce une nouvelle série de light novels, suite de la première : Shin High School DxD (真はいすくーるDxD, Shin Hai Sukūru Dī Dī). Le premier volume de la série paraît le 20 juillet 2018.
| Arc Narratif | Volumes du light novel associés |
| --- | --- |
| Arc narratif no 1 : Le Réveil de l'empereur dragon rouge (赤龍帝覚醒, Sekiryūtei Kakusei) | * Volumes 1 et 2 du light novel Volume 1 Des démons dans la vieille école (旧校舎のディアボロス, Kyūkōsha no Diaborosu) Volume 2 Combat de Phoenix à l'école (戦闘校舎のフェニックス, Sentō kōsha no Fenikkusu) |
| Arc narratif no 2 : La Naissance du dragon empereur de la poitrine (乳龍帝誕生, Chichiryūtei Tanjō) | * Volumes 3 à 6 du light novel Volume 3 Excalibur et la Cour lunaire (月光校庭のエクスカリバー, Gekkō kōtei no ekusukaribā) Volume 4 Vampire de la classe suspendue (停止教室のヴァンパイア, Teishi Kyōshitsu no Vanpaia) Volume 5 Chat d'enfer au camp d'entraînement souterrain (冥界合宿のヘルキャット, Meikai gasshuku no herukyatto) Volume 6 Saint derrière le gymnase (体育館裏のホーリー, Taiikukan ura no hōrī) |
| Arc narratif no 3 : Le Dragon héroïque des seins (英雄（ヒーロー）おっぱいドラゴン, Hīrō Oppai Doragon) | * Volumes 7 à 12 du light novel Volume 7 Ragnarok après l'école (放課後のラグナロク, Hōkago no Ragunaroku) Volume 9 Pandémonium au voyage scolaire (修学旅行はパンデモニウム, Shūgakuryokō wa Pandemoniumu) Volume 10 Cœur de lion du festival de l'école (学園祭のライオンハート, Gakuen Matsuri no Raionhāto) Volume 11 Ouroboros et Tests de promotion (進級試験とウロボロス, Shunkyō Shiken to Uroborosu) Volume 12 Héros de tutorat (補習授業のヒーローズ, Hoshūjukyō no Hīrōzu) |
| Arc narratif no 4 : La Légende du dragon des seins et de ses compagnons d'aventure (おっぱいドラゴンと愉快な仲間たちの伝説, Oppai Doragon to Yukaina Nakamatachi no Densetsu)                                 | * Volumes 14 à 21 du light novel Volume 14 Sorciers d'orientation professionnelle (進路指導のウィザード, Shinro-shidō no Wizādo) Volume 16 La Leçon parascolaire de Daywalker (課外授業のデイウォーカー, Kagai jugyō no deiu~ōkā) Volume 17 La Formation des enseignants par Valkyrie (教員研修のヴァルキリー, Kyōin Kenshū no Vuarukirī) Volume 18 Drôle d'ange du jour de Noël (聖誕祭のファニーエンジェル, Seitansai no Fanīenjeru) Volume 19 Les Élections générales de Durandal (総選挙のデュランダル, Sōsenkyo no Deyurandaru) Volume 20 La Consultation de carrière de Belial (進路相談のベリアル, Shinro Sōdan no Beriaru) Volume 21 L'Absentéisme de Lucifer (自由登校のルシファー, Jiyū Tōkō no Rushifā) |
| Arc narratif no 5 : Le Dragon rouge empereur de la vérité flamboyante × le Dragon blanc empereur de l'étoile du matin : Le(s) vrai(s) dragon(s) du lycée Kuoh (燚誠の赤龍帝×明星の白龍皇 -駒王学園の真なる龍) | * Volumes 22 à 25 du light novel Volume 22 La Cérémonie de remise de diplômes des Gremory (自卒業式のグレモリー, Sotsugyōshiki no guremorī) Volume 23 Le Joker du jeu de balles (球技大会のジョーカー, Kyūgi Taikai no Jōkā) Volume 24 L'Apprentissage de la grande faucheuse en dehors du campus (キャンパス外学習の恐ろしい刈り取り師ー, Kyanpasu-gai gakushū no osoroshī karitori-shi) Volume 25' |
| Histoires parallèles - hors séries | * Volumes 8, 13 et 15 du light novel Volume 8 Travail de démon (アクマのおしごと, Akuma no Oshigoto) Volume 13 Issei SOS (イッセーＳＯＳ, Issē Esu Ō Esu) Volume 15 Chevalier noir de la place ensoleillée (陽だまりのダークナイト, Hidamari no Dākunaito) |

## Manga
L'adaptation en manga a débuté dans le numéro d'avril 2011 du Monthly Dragon Age. Le premier volume a été publié par Fujimi Shobo le 9 juin 2011.
Une seconde adaptation en manga, appelée High School DxD Spin-off : Asia et Koneko, le contrat secret ! (ハイスクールD×D アーシア&小猫 ヒミツのけいやく!?, Haisukūru DxD: Āshia ando Koneko Himitsu no Keiyaku!?), a débuté dans le numéro d'octobre 2011 du Monthly Dragon Age. Étant une histoire parallèle, le manga prend place après le chapitre 10 du manga original, et se concentre sur les premières tâches d'Asia en tant que démon. L'unique volume de cette série est sorti le 9 mars 2012.
L'éditeur Panini Manga publie la version française du manga depuis le 19 juin 2013. Le premier spin-off, Asia et Koneko, le contrat secret !, est sorti le 4 décembre 2013 et le second, Travail de démon, est sorti le 8 juin 2016.

## Anime
L'adaptation en anime est annoncée pour la première fois le 15 avril 2011. Il a débuté le 6 janvier 2012 sur le réseau AT-X. Il est produit par le studio TNK sous la direction de Tetsuya Yanagisawa, écrit par Takao Yoshioka, avec des musiques de Ryosuke Nakikashi, des personnages de Junji Goto, et produit par Hisato Usui, Jun Hatano, Shigeru Saito, Shinsaku Tanaka, Takuro Hatakeyama, et Tetsuya Tsuchihashi. Six DVD et Blu-ray ont été commercialisés par Media Factory entre le 21 mars 2012 et le 29 août 2012, chacun contenant de cours OVA nommés Libérer les désillusion oscillantes Vidéo originale (妄想爆揺解除オリジナルビデオ, Mōsō Bakuyure Kaijo Orijinaru Bideo) et des bonus. Un 13e épisode est sorti sous forme d'OVA en complément du 13e volume du light novel le 20 septembre 2012, et un 14e en tant que prélude à la saison 2 en complément du volume 15 du light novel le 31 mai 2013.
Une deuxième saison est annoncée lors des crédits de fin du 13e épisode sous le nom High School DxD New (ハイスクールD×D NEW, Haisukūru Dī Dī Nyū),, puis il a, par la suite, été annoncé via le compte Twitter de l'anime pour le 7 juillet 2013. Cette seconde saison adapte les tomes trois et quatre du light novel et est divisé en deux arc narratifs : le tome 3, Excalibur et la Cours lunaire (ハイスクールD×D3 月光校庭のエクスカリバー, Gekkō Kōtei no Ekusukaribā) et le tome 4, Vampire de la Classe Suspendue  (停止教室のヴァンパイア, Teishi Kyōshitsu no Vanpaia). Tout comme la première saison, AT-X a diffusé la version non-censurée, tandis que les autres chaînes ont diffusé la version censurée. Sur la version DVD et Blu-ray de la saison deux, chacun des épisodes contient des scènes en plus par rapport aux romans, qui font environ 3 minutes, qui n’apparaissent pas à la version télévisée.
Une troisième saison est annoncée en juin 2014. Intitulée High School DxD BorN, celle-ci est diffusée à partir du 4 avril 2015. Un épisode spécial, High School DxD DX.1, est commercialisé le 10 mars 2015 avec le tome DX 1 du light novel.
Une quatrième saison est annoncée le 21 octobre 2017. Intitulée High School DxD Hero, elle couvre les tomes 9 et 10 du light novel. Elle est diffusée entre avril et juillet 2018.
L'anime est diffusée par Anime Digital Network en Europe depuis la saison 3 et par Funimation Entertainment en Amérique du Nord qui diffuse en simulcast et qui a mis sur le marché la version doublée de la saison 1 en anglais sur Blu-ray et DVD le 20 août 2013, , et la saison 2 début 2015. La série est également licenciée par Madman Entertainment en Australie et en Nouvelle-Zélande et par Kazé Deutschland (de) en Allemagne.

Logo de High School DxD New.
Logo de High School DxD BorN.
Logo de High School DxD HerO.

### Musiques
| Générique | Début           | Début                   | Début                 | Fin        | Fin                                       | Fin                                                 |
| Générique | Épisodes        | Titre                   | Artiste               | Épisodes   | Titre                                     | Artiste                                             |
| --------- | --------------- | ----------------------- | --------------------- | ---------- | ----------------------------------------- | --------------------------------------------------- |
| Saison 1  | 2 - 11, 13 - 14 | Trip -innocent of D-    | Larval Stage Planning | 1          | Trip -innocent of D-                      | Larval Stage Planning                               |
| Saison 1  | 2 - 11, 13 - 14 | Trip -innocent of D-    | Larval Stage Planning | 2 - 14     | STUDY×STUDY                               | StylipS                                             |
| Saison 2  | 1 - 6           | Sympathy                | Larval Stage Planning | 1 - 6      | Hōteishiki wa Kotaenai (方程式は答えない) | Occult Research Club Girls (オカルト研究部ガールズ) |
| Saison 2  | 7 - 13          | Passion Theory (激情論) | ZAQ                   | 7 - 13     | Lovely♥Devil (らぶりぃ♥でびる)            | Occult Research Club Girls (オカルト研究部ガールズ) |
| Saison 3  | 1 - 4, 6 - 13   | BLESS YoUr NAME         | ChouCho               | 1 - 11, 13 | Give Me Secret (ギブミー・シークレット)   | StylipS                                             |
| Saison 3  | 1 - 4, 6 - 13   | BLESS YoUr NAME         | ChouCho               | 12         | (おっぱいドラゴンの歌)                    | Issei Hyodo (Yūki Kaji)                             |
| Saison 4  | 1 - 12          | Switch                  | Minami                | 1 - 12     | Motenai Kuse ni (モテないくせに(｀；ω；´) | Tapimiru (たぴみる)                                 |

## Audiences et réception
Selon Oricon, High School DxD a été la 6e meilleure vente de light novels au Japon en 2012, soit un total de 654 224 exemplaires.

## Autres médias

### Webradio
Une émission, appelée High School DxD : Le club de recherche occulte, à l’intérieur du lycée Kuoh (ハイスクールD×D 駒王学園 裏オカルト研究部, Haisukūru Dī Dī KuŌ Gakuen Ura-Okaruto Kenkyū-bu), a été diffusée sur la webradio HiBiKi Radio Station le 12 décembre 2011.

### Carte à jouer
Prism Connect a lancé un jeu de cartes à collectionner avec les personnages de la série le 27 juillet 2012. Il contient un deck de départ et un pack booster.

### Jeux vidéo
Kadokawa Games a annoncé en juillet 2013 qu'une adaptation en jeu vidéo de High School DxD était en développement pour la console portable Nintendo 3DS, et le jeu est sorti au Japon le 28 novembre 2013. Décrit comme une « aventure de bataille érotique », le jeu contient un visual novel et un système de bataille en tour par tour.
Un autre jeu vidéo a été annoncé le 5 août 2014 dans le magazine de prépublication Famitsu d'Enterbrain ayant pour nom High School DxD New Fight sur PlayStation Vita et produit par Marvelous Entertainment. Mis sur le marché le 28 août 2014 au Japon, ce dernier est décrit comme un « jeu vidéo de rôle free to play risqué dans un harem scolaire basé sur la franchise ». Ichiei Ishibumi, l'auteur du light novel, a écrit le scénario original du jeu. Le jeu permet d’interagir et se lier d'amitié avec plus de 50 filles.